# Necydalis
Necydalis es un género de escarabajos longicornios de la tribu Necydalini.

## Especies
- Necydalis acutipennis Van Dyke, 1923
- Necydalis alpinicola Niisato & N. Ohbayashi, 2003
- Necydalis annectans Holzschuh, 2009
- Necydalis araii Niisato, 1998
- Necydalis arcana Niisato & Lien, 2018
- Necydalis atricornis Niisato & Ohbayashi N., 2004
- Necydalis barbarae Rivers, 1890
- Necydalis cavipennis LeConte, 1873
- Necydalis chariessa Niisato & Liu, 2020
- Necydalis choui Niisato, 2004
- Necydalis christinae Rapuzzi & Sama, 2014
- Necydalis collaris Forster, 1771
- Necydalis diversicollis californica Linsley, 1940
- Necydalis diversicollis Schaeffer, 1932
- Necydalis esakii Miwa & Mitono, 1937
- Necydalis fallax Niisato & Lien, 2018
- Necydalis fujianensis Niisato & Pu, 1998
- Necydalis gigantea akiyamai Hayashi, 1978
- Necydalis gigantea Kano, 1933
- Necydalis hirayamai flava Niisato, 2008
- Necydalis hirayamai flemonea Takakuwa & Niisato, 1996
- Necydalis hirayamai Ohbayashi, 1948
- Necydalis ignotus Holzschuh, 2009
- Necydalis inermis Pu, 1992
- Necydalis insulicola Fisher, 1936
- Necydalis katsuraorum Niisato, 1998
- Necydalis kumei Takakuwa, 1997
- Necydalis laevicollis LeConte, 1869
- Necydalis lateralis Pic, 1939
- Necydalis major Linné, 1758
- Necydalis malayanus Hayashi, 1979
- Necydalis marginipennis Gressitt, 1948
- Necydalis mellita (Say, 1835)
- Necydalis meridionalis Niisato, 2008
- Necydalis mizunumai Kusama, 1975
- Necydalis montipanus Niisato & Ohbayashi N., 2004
- Necydalis moriyai Kusama, 1970
- Necydalis moriyai tamakii Ikeda & Matsumura, 2014
- Necydalis nanshanensis Kusama, 1975
- Necydalis nigra Pu, 1992
- Necydalis niisatoi Holzschuh, 2003
- Necydalis rudei Linsley & Chemsak, 1972
- Necydalis rufiabdominis Chen, 1991
- Necydalis sabatinellii Sama, 1994
- Necydalis sericella Ganglbauer, 1889
- Necydalis shinborii hainana Niisato & Yagi, 2005
- Necydalis shinborii Takakuwa & Niisato, 1996
- Necydalis sirexoides Reitter, 1902
- Necydalis spissicus Holzschuh, 2009
- Necydalis strnadi Holzschuh, 1989
- Necydalis strnadi similis Pu, 1992
- Necydalis uenoi Niisato, 2004
- Necydalis ulmi (Chevrolat, 1838)
- Necydalis wakaharai Niisato & Ohbayashi N., 2004
- Necydalis xizangia Bi & Niisato, 2017
- Necydalis yakushimensis Kusama, 1975